# Флориш
Остров Флориш (порт. Flores, ['floɾɨʃ']) входит в западную группу архипелага Азорские острова в Атлантическом океане, принадлежит Португалии.
Площадь острова — 142 км². Население — 3793 человек (2011).
Административно остров разделён на два муниципалитета: Лажиш-даш-Флориш на юге и Санта-Круш-даш-Флориш на севере.

## История

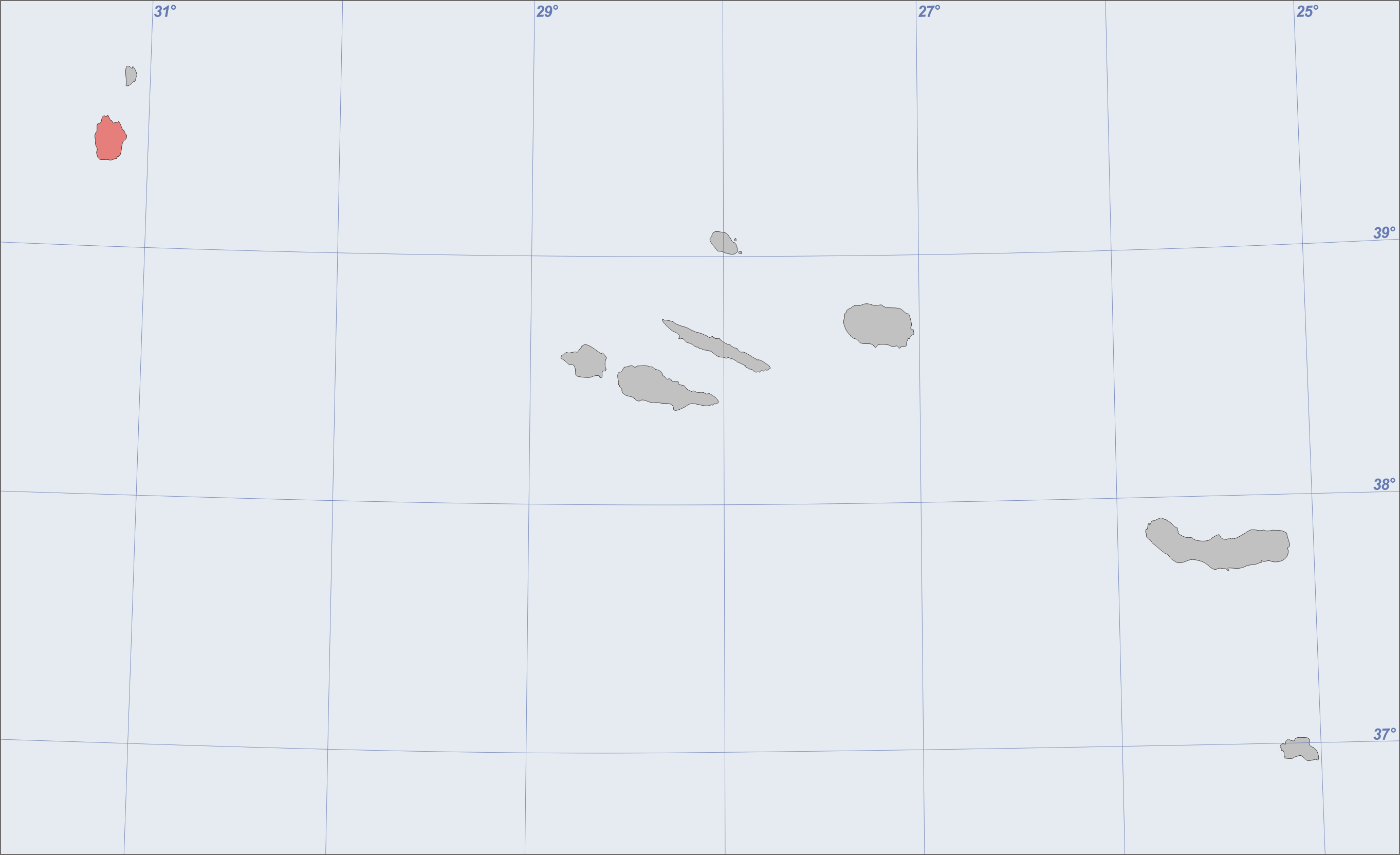
Остров Флориш в архипелаге Азорские острова

Остров был открыт в 1450 году Диогу де Тейве и его сыном Жуаном. Первоначально он назывался островом Святого Фомы. Первыми поселенцами была семья фламандского аристократа Виллема ван-дер-Хэгена между 1480 и 1490. C 1510 на острове стали поселяться португальцы из северных провинций.
В июле 1962 года Франция организовала на острове испытательный полигон для ракетных снарядов. Инфраструктура острова улучшилась, была построена больница и аэропорт. В 1994 году французы покинули остров, его стали активно посещать туристы.
В 2011 году на острове был создан природный парк Флориш.

## Фотогалерея

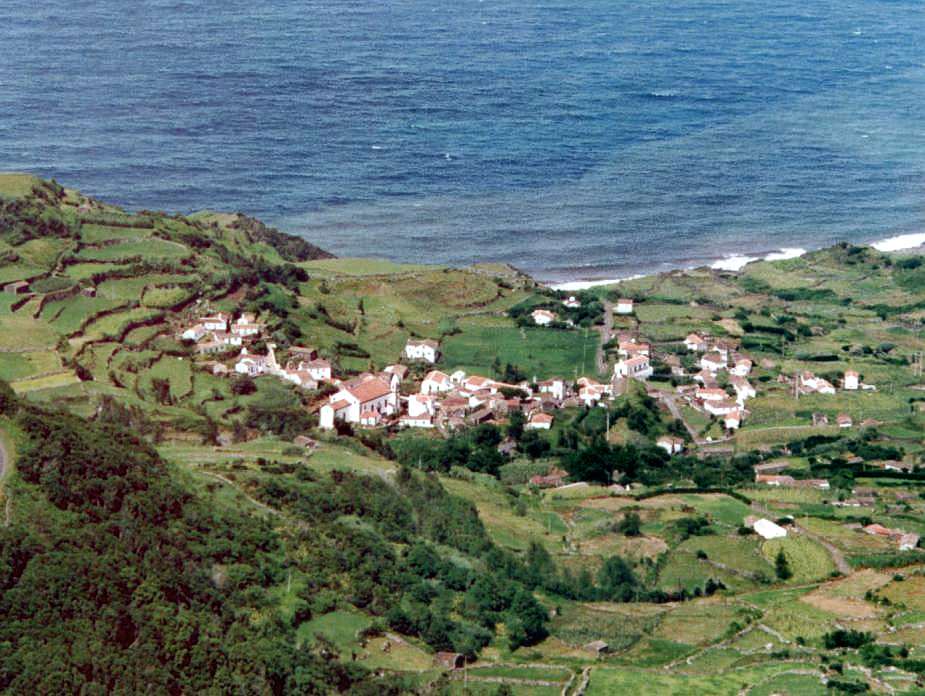
Деревня на западном берегу острова.
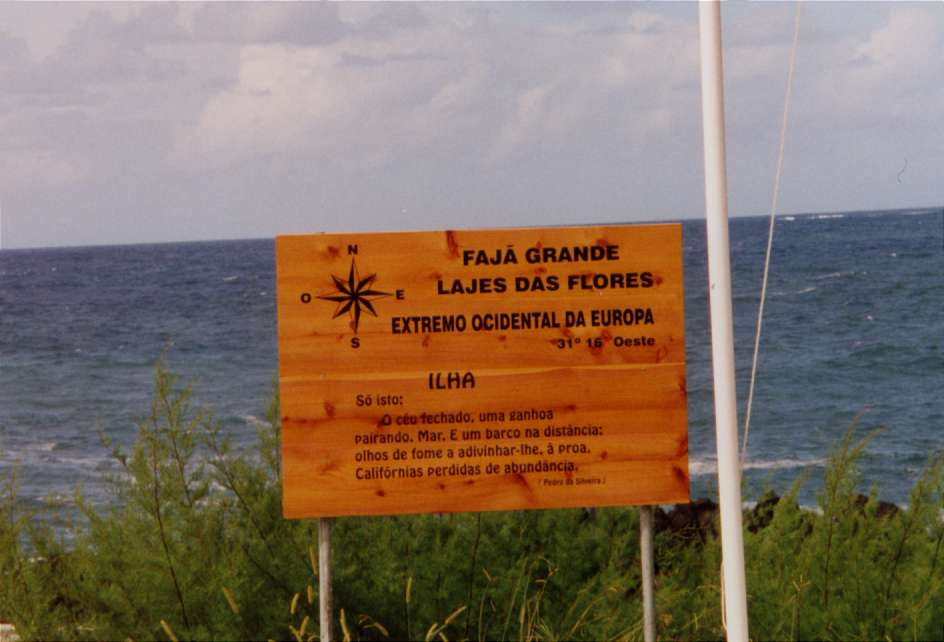
Отметка на крайней западной оконечности острова.